# Szálafa
A szálafa (Shorea robusta) a mályvavirágúak (Malvales) rendjébe, ezen belül a dipterokarpuszfélék (Dipterocarpaceae) családjába tartozó faj.
Nemzetségének a típusfaja.

## Előfordulása
A szálafa előfordulási területe Indiában, Nepálban, Bangladesben és Mianmarban van. Ez a fa a Himalájától délre fekvő területeken hozza létre erdőit. Főleg Indiában, de nemcsak ott, több védett területen is jelen van; emiatt nincs veszélyben.

## Megjelenése
Közepesen és lassan növő fafaj. Magassága elérheti a 30-35 métert, míg átmérője 2-2,5 méteres is lehet. A levelei 10-25 centiméter hosszúak és 5-15 centiméter szélesek. A nedves területeken, azaz ahol sok a csapadék, ez a növény örökzöld, míg a szárazabb térségekben lombhullató. A lombhullató példányok február - április között hullatják leveleiket, de már áprilistól májusig újból kihajtanak.

## Felhasználása
Faanyaga frissen vágva világos, de később sötétbarnává válik. A kemény faanyagot főleg az építőiparban használják fel. Magvaiból olajat nyernek ki, melyet főzéshez és vallási szertartásokon használnak fel.

## Képek

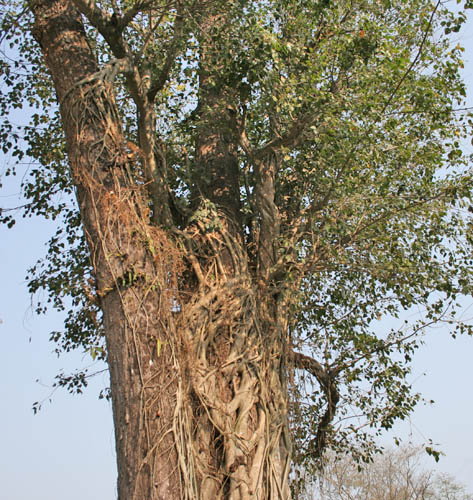
Törzse egy kúszónövénnyel
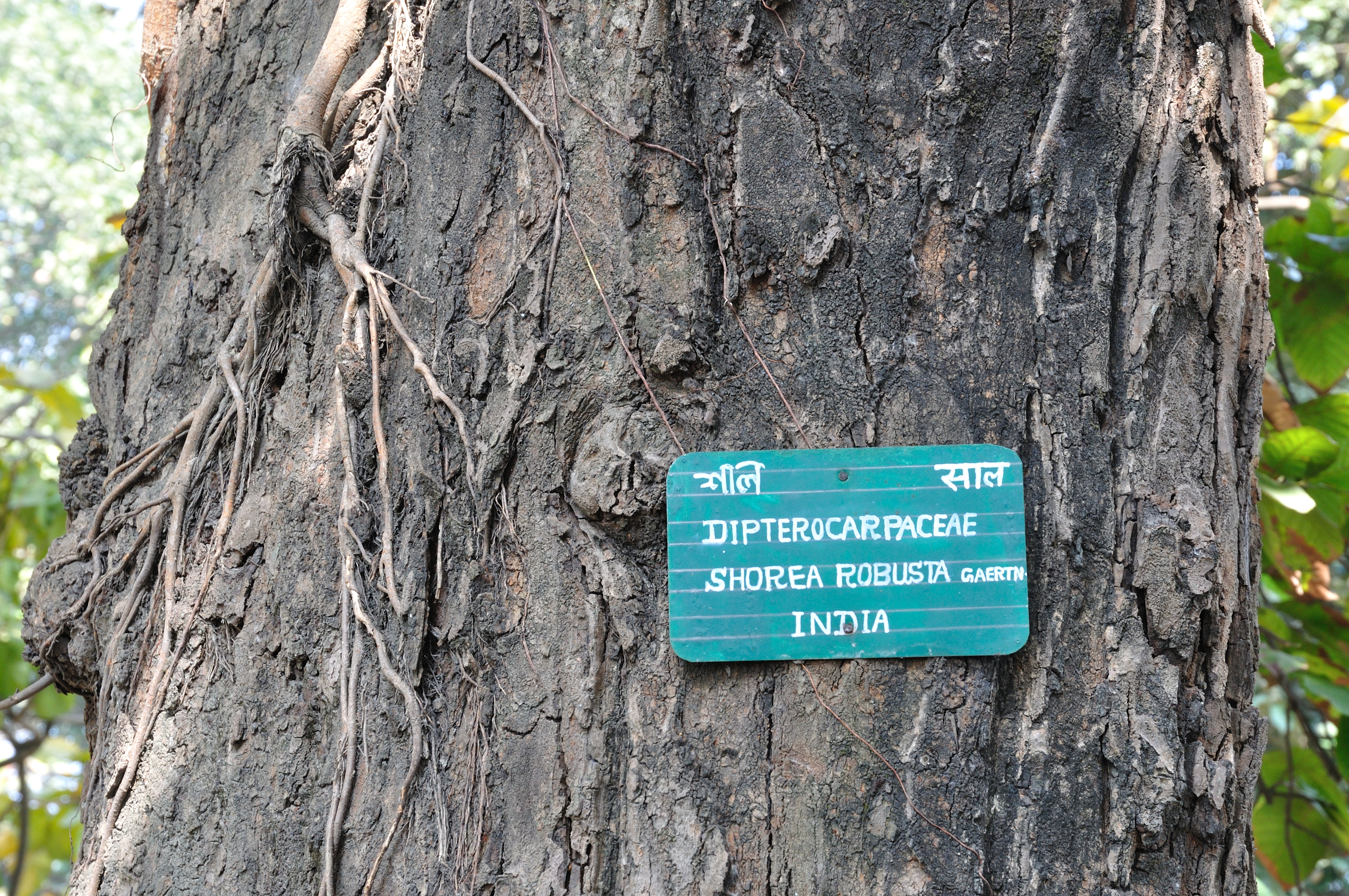
Kérge
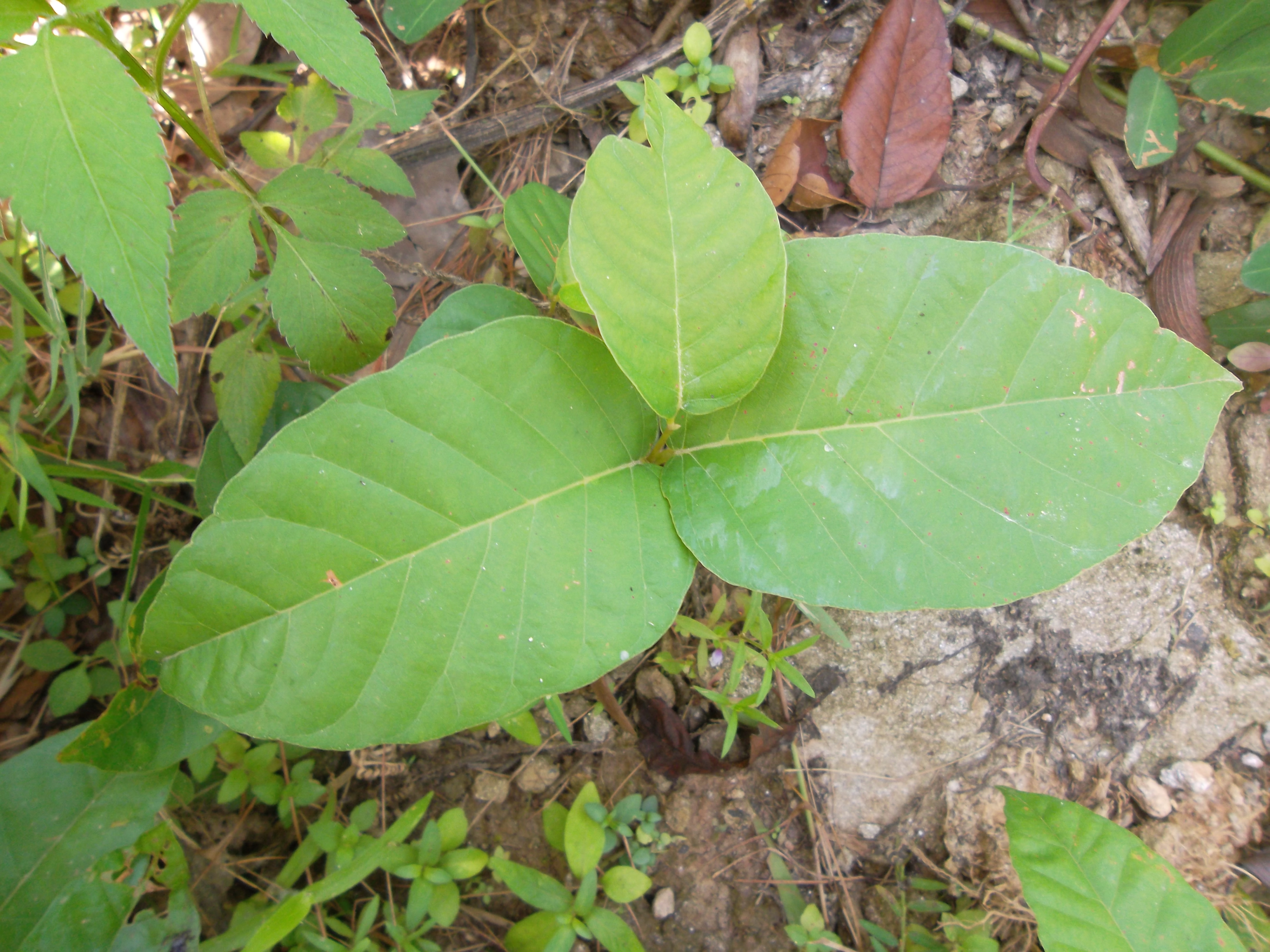
Levelei
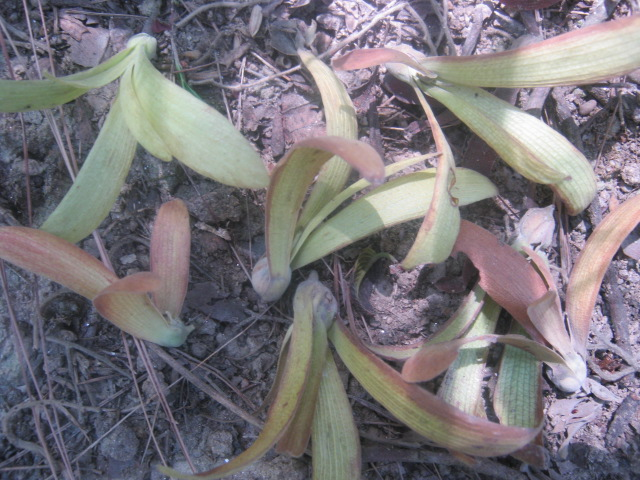
„Repülő” magvai
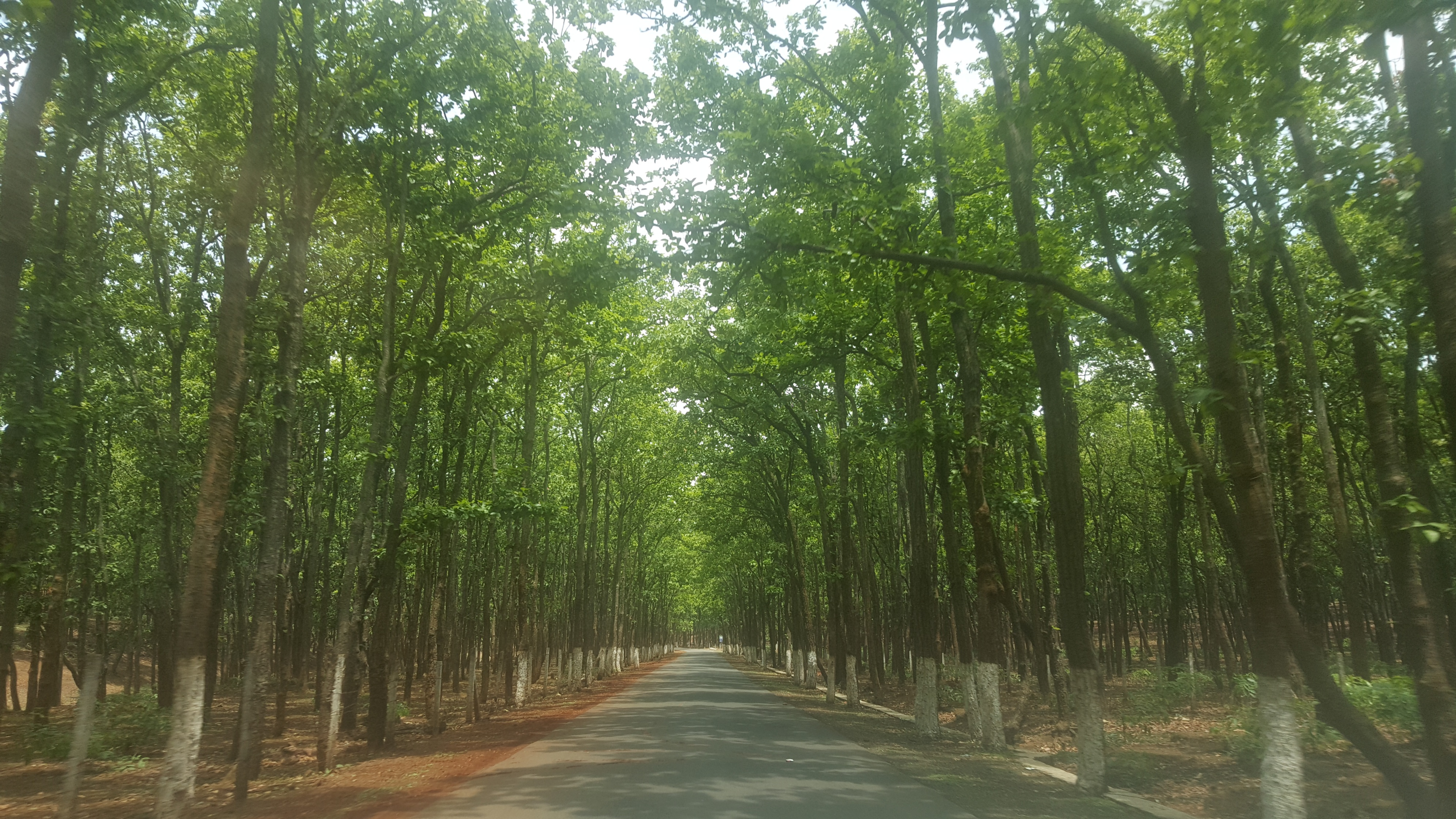
Erdőt alkotva

### Fordítás
- Ez a szócikk részben vagy egészben  a   Shorea robusta című angol Wikipédia-szócikk ezen változatának fordításán alapul.  Az eredeti cikk szerkesztőit annak laptörténete sorolja fel. Ez a jelzés csupán a megfogalmazás eredetét és a szerzői jogokat jelzi, nem szolgál a cikkben szereplő információk forrásmegjelöléseként.